# 김천 방초정
김천 방초정(金泉 芳草亭)은 대한민국 경상북도 김천시 구성면 상원리에 있는 정자 건축물이다.
1974년 12월 10일 경상북도의 유형문화재 제46호로 지정되었으며, 2019년 12월 30일 대한민국의 보물 제2047호로 지정되었다.

## 개요
조선 선조(재위 1567∼1608) 때 이정복이 조상들을 추모하기 위해 지은 2층 누각이다. 몇 차례의 화재와 홍수로 파손된 것을 정조 11년(1787)에 다시 지어 지금까지 전해지고 있다.
앞면 3칸·옆면 2칸 규모의 2층 다락집으로, 2층 가운데 1칸을 방으로 만들어 꾸민 것이 특이하다. 가운데 부분에 사이기둥을 세우고 벽을 쳐서 문짝을 단 것인데, 뒷날 몇 가지의 구조물들을 첨가되어 구조상 어색한 점도 있다.
많은 시인들이 정자에 올라 주변의 아름다운 경치를 노래한 시가 건물 안에 걸려있다. 앞에는 커다란 연못이 꾸며져 있으며 그 안에 2개의 섬이 있다.
건물·연못·나무의 배치 등은 우리나라 정원의 양식을 연구하는데 귀중한 자료가 된다.

## 보물 지정 사유
「김천 방초정」은 정면 3칸, 측면 2칸 크기의 이익공계 5량가 겹처마 팔작지붕 집으로 마룻바닥을 일정하게 높여 지은 중층 누각형식의 정자이다. 연안이씨 11세손 이정복이 조상을 추모하고 진리를 탐구하기 위해 1625년에 원터마을에 세운 정자로 두 차례의 중건 과정을 거쳐 현재에 이르고 있다.
당시 중수기와 중건기 그리고 상량문 등에 담긴 내용으로 건립에서부터 현재에 이르기까지 건축 내력을 비교적 충실하게 추적할 수 있을 뿐만 아니라 정자의 위치와 형식 그리고 건립 동기 등을 통해 씨족 마을을 운영해 나가는 당시 문중의 공동체적 삶의 단면도 함께 엿볼 수 있다. 특히 현 정자의 중건 인물이 영·정조 때 영남 노론 학단을 대표하는 예
학자로 「가례증해」를 발간한 이의조란 사실을 고려할 때 정자의 역사적인 가치는 사뭇 뛰어난 것으로 평가할 수 있다.
호박돌과 같은 자연석을 층층이 쌓아 구들과 고래를 둔 온돌을 방 하층부에 만든 다음 굴뚝과 아궁이를 앞과 뒤에 각각 설치하여 난방을 할 수 있도록 함. 사면이 개방된 정자는 통상적으로 겨울에 이용 효율이 떨어지는 데 반해 계절의 변화와 기능의 요구에 맞추어 마루와 방을 통합하거나 분리하여 쓸 수 있도록 한 방초정의 가변적 구성이 뛰어난 것으로 평가된다.
방초정 앞 최씨담(崔氏潭)은 현재까지 알려진 국내 지당 중 방지쌍원도(方池雙圓島)의 전형을 오롯이 간직한 유일한 정원 유구로 마을과 감천 사이에 놓여 마을의 오수나 유출수를 재처리 여과하는 수질 정화시스템을 갖추고 있는 생태 환경적 기능도 함께 지니고 있어 학술적 가치가 매우 높다.
- 최씨담(崔氏潭): 방초정 앞에 있는 연못으로 임진왜란에 화순최씨(방초정 건립자 이정복의 처)가 친정에서 시가로 오다가 왜병에 쫓기어 정절을 지키려고 이 못에 투신했고, 노비 석이(石伊)도 뒤를 따라 투신했는데 석이의 비석이 근래 이 못에서 발견됨.

방초정은 후대 이루어진 보수공사를 통해 몇몇 부재들이 교체되기는 하였지만, 기둥 상부에 결구된 이익공 포작과 충량의 결구 및 가구형식 등 전체적인 건축 수법이 대체로 조선 후기의 양식을 따르고 있어 1788년 정자가 중건될 당시의 모습을 잘 유지한 채 보존상태도 양호하여 역사적, 예술적, 학술적 의미에서 국가지정문화재(보물)로 지정가치가 있다.
- 이익공(二翼工): 새 날개 모양의 익공이 2개 사용된 공포형식
- 포작(包作): 공포(拱包)를 구성하는 기본적인 부재들을 사용하여 직각 혹은 45도나 60도의 방향으로 서로 교차시켜서 짜맞추어 만든 것
- 충량(衝樑): 한쪽은 대들보에 걸리고 반대쪽은 측면 평주에 걸리는 대들보와 직각을 이루는 보[1]

## 참고 문헌
- 김천 방초정 - 국가유산청 국가유산포털